# Санин, Фотий Сергеевич
Фотий Сергеевич Санин (25.04.1914 — 22.08.1979) — советский учёный в области электромагнитных колебаний, лауреат Сталинской премии.

## Биография
Родился в Харькове. После окончания 7 класса средней школы работал слесарем на Харьковском паровозостроительном заводе. Без отрыва от производства получил среднее образование и поступил на физико-математический факультет Харьковского государственного университета.
С 1939 по июль 1941 г. старший лаборант кафедры физики Харьковского инженерно-строительного института.
В 1941—1946 гг. служил в РККА:
- командир взвода в 1-м запасном полку бронепоездов (Брянск).
- сфевраля 1942 г. — зам.командира бронепоезда 45-гоотдельного дивизиона бронепоездов (Брянский фронт).
- сдекабря 1942 по апрель 1943 г.) в резерве фронта (в 8-м учебном танковом полку)
- с апреля 1943 г. помощник начальника штаба 1529-го артполка тяжелых самоходных орудий (Воронежский и Степной фронты).
- с марта 1944 г. заместитель начальника штаба, ас декабря 1944 г. -начальник штаба 333-го гвардейского арт.полка тяжелых самоходных орудий (2-й Украинский и 1-й Прибалтийский фронты).
- с июля 1945 г. в составе 1-го Дальневосточного фронта, начальник штаба 141-го отдельного гвардейского полка тяжелых танков и самоходных орудий.

Демобилизовался в конце 1946 г. в звании гвардии майора.
С 5 декабря 1946 г. — младший научный сотрудник в Лаборатории электромагнитных колебаний (ЛЭМК) ФТИ АН УССР.
С сентября 1955 г. вместе с лабораторией переведён в Институт радиоэлектроники (ИРЭ) АН УССР.
В 1956 г. защитил кандидатскую диссертацию и с 23 ноября 1956 г. работал в должности старшего научного сотрудника.

## Сочинения
- С. Я. Брауде, И. Е. Островский, А. М. Иванченко, Я. Л. Шамфаров, Ф. С. Санин. О распространении ультракоротких волн над морем, М., Изд. «Сов. Радио», 1949. — 104 с.
- Брауде С. Я., Герман В. Л., Островский И. Е., Безуглый И. М., Амосов И. В., Блиох П. В., Санин Ф. С., Цукерник В. М., Шамфаров Я. Л. Распространение электромагнитных колебаний сантиметрового диапазона над морем при наличии «атмосферного волновода» и в условиях повышенной рефракции, М., Изд. «Сов. Радио», 1951. — 153с.

## Награды и звания
Сталинская премия 1952 года — за научные исследования в области радиосвязи (1951).
Награждён орденами Отечественной войны I (29.09.1945) и II (08.05.1944) степеней, Красной Звезды (28.12.1944), «Знак Почёта» (27.04.1967), медалями «За победу над Германией», «За победу над Японией», «За доблестный труд».